# دبیرخانه بخش الاوا
دبیرخانه بخش الاوا (به لاتین: Alawwa Divisional Secretariat) یک منطقهٔ مسکونی در سری‌لانکا است که در استان شمال غربی، سری‌لانکا واقع شده‌است.